# 筬島站

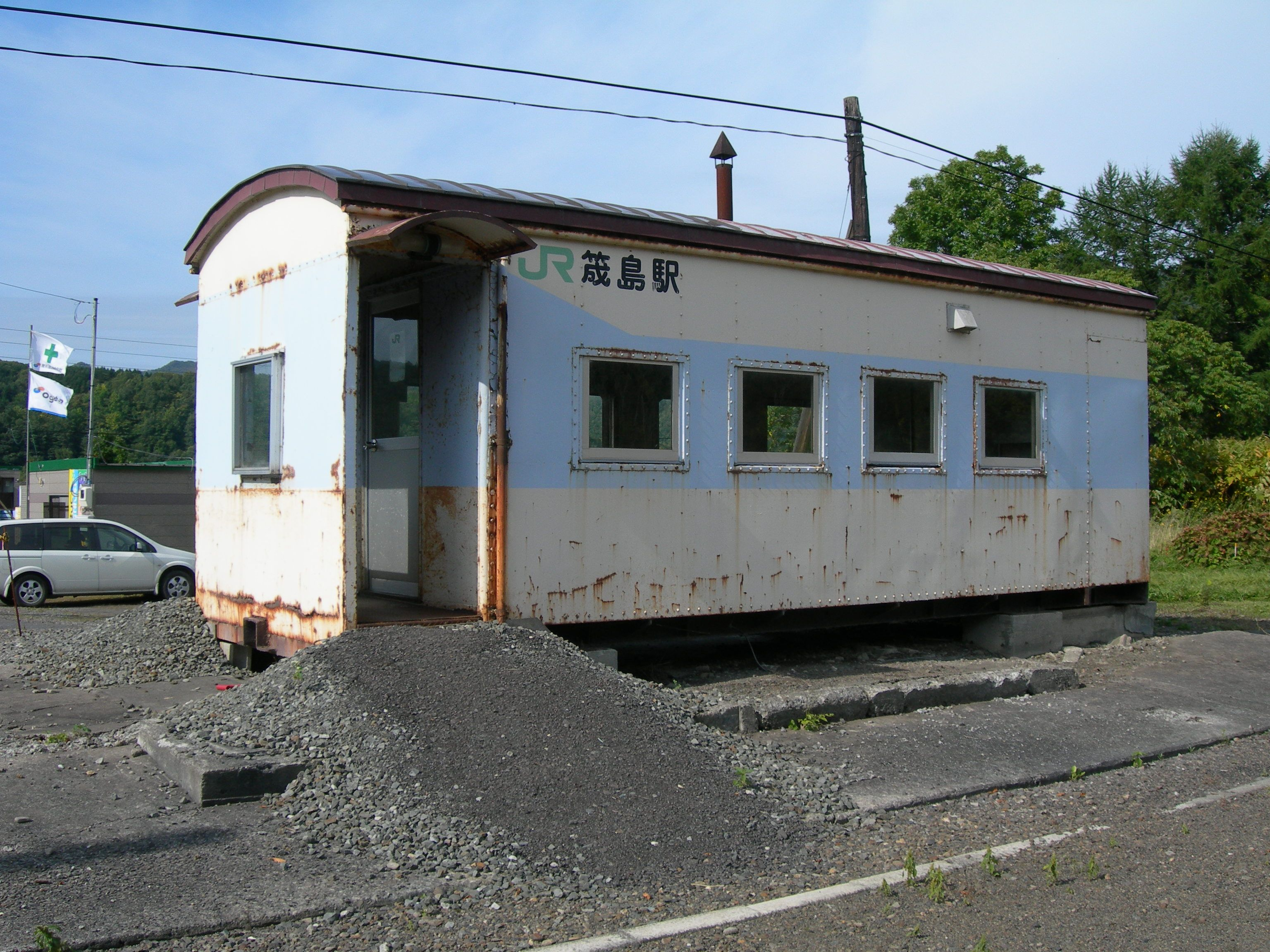
舊站房塗裝(2009年9月)

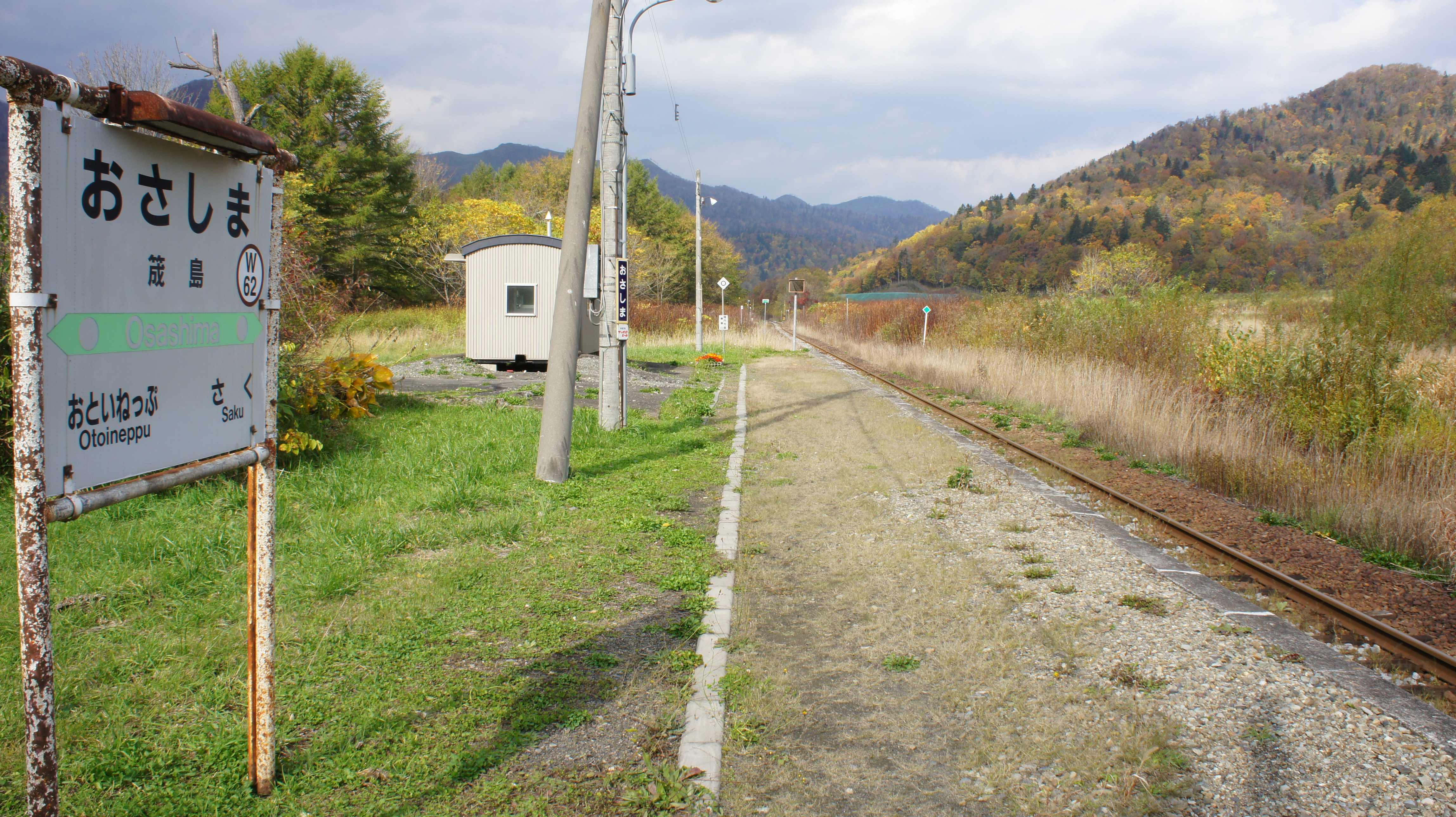
月台(2017年10月)

筬島站（日语：／ Osashima eki */?）是北海道旅客鐵道（JR北海道）宗谷本線沿線的一個無人站，位於日本北海道中川郡音威子府村境內，車站編碼為W62，電報略號為（SaMa）。
名稱源自阿伊努語的「ota-nikor-nay」（沙灘中的細小河流）或者「pira-kes-oma-nay」（懸崖盡頭的河流）。

## 車站構造
本站有配置側式月台、單一一條乘車線的地面車站，車站站房位於站區內西南側、月台的南端。由於站員駐守時代原本的站房已經老朽不堪用，因此在1990年前後拆除了原有的站房，並將一輛3500型守車改裝作為候車室用途，內設有洗手間。

## 車站周邊
- 國道40號
- 筬島大橋
- 筬島生態博物館中心 - 由舊筬島小學改建而成，展示已故雕刻家砂澤BIKKY的作品。
- 天鹽川

## 歷史
- 1922年11月8日：以天鹽線沿線車站的資格啟用。啟用時原為一般車站。
- 1924年6月25日：天鹽線改名為「天鹽南線」。
- 1926年9月25日：天鹽南線與天鹽北線合併，路線名又改回「天鹽線」。
- 1930年4月1日：天鹽線併入宗谷本線。
- 1977年5月25日：停辦貨運服務。
- 1984年2月1日：停辦行李托運服務。
- 1986年11月1日：降為無人站。
- 1987年4月1日：國鐵分割民營化，車站劃歸由JR北海道繼承。
- 1980年代後期～1990年代前期：原站房改為使用舊貨物車箱改裝而成的簡易站房。

## 相鄰車站
北海道旅客鐵道（JR北海道）
■宗谷本線
音威子府（W61）－筬島（W62）－佐久（W63）
本站與隔鄰的佐久之間曾存在一座神路號誌站，該號誌站是在1922年（大正11年）時以車站名義開始營運，但在1977年（昭和52年）5月25日時降格為信號站，並於1985年（昭和60年）3月14日廢站。

## 外部連結
- （日語）JR北海道 – 筬島站 （页面存档备份，存于）
- （日語）全驛參觀之旅 （页面存档备份，存于）